# Poppó II de Carniola
Poppó II de Carniola i Ístria (mort el 1098) va ser marcgravi de Carniola i d'Ístria a la primera des 1070 fins al 1098 i a la segona del 1070 al 1077. Fou fill i successor d'Ulric I. La seva mare era Sofia, filla de Bela I d'Hongria i, per tant, de sang reial.
El 1077 (o el 1086 segons altres fonts) la família Eppenstein prengué el control del ducat de Caríntia sota Luitpold o Luitold; el seu germà Enric va rebre llavors el govern d'Ístria que hauria conservat fins al 1090 (fins al 1093 segons altres fonts). Poppó va conservar Carniola.
Es va casar amb Richgarda, filla d'Engelbert I de Sponheim, el qual finalment va rebre la investidura del marcgraviat d'Ístria el 1090 (o 1093) i el va governar fins a la seva mort l'1 d'abril de 1096 i llavors Poppó va poder recuperar el govern d'Ístria. Poppó i Richgarda van tenir, segons la Welforum Historia, dues filles:
- Sofia, que es va casar amb Bertold I d'Andechs
- Hedwiga, es va casar en primer lloc amn Herman I de Windberg i en segon lloc amb Adalbert II de Bogen.

No va deixar fills i a Carniola el va succeir a la seva mort (1098) el seu germà petit Ulric II.